# Tiara Rosalia Nuraidah

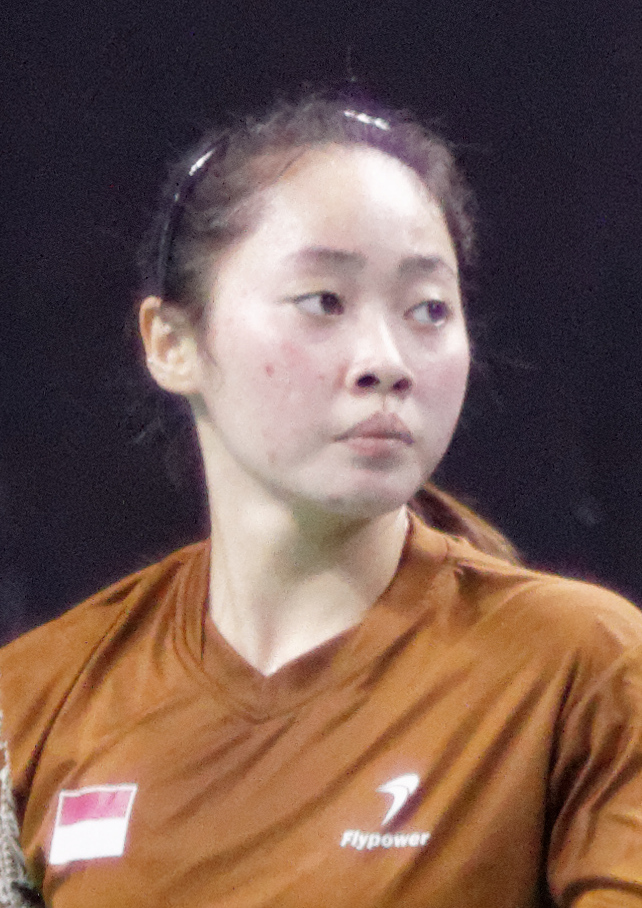
Tiara Rosalia Nuraidah, French Super Series 2013.

Tiara Rosalia Nuraidah (* 27. Juni 1993 in Garut) ist eine indonesische Badmintonspielerin.

## Karriere
Tiara Rosalia Nuraidah wurde bei der Juniorenweltmeisterschaft 2009 Zweite im Damendoppel mit Suci Rizky Andini. 2011 wurden beide bei der gleichen Veranstaltung Dritte. 2010 stand Tiara Rosalia im Finale des Damendoppels der Malaysia International. In der indonesischen Superliga 2011 wurde sie mit dem Damenteam des PB Mutiara Dritte.

## Sportliche Erfolge
| Saison | Veranstaltung               | Disziplin   | Platz | Name                                            |
| ------ | --------------------------- | ----------- | ----- | ----------------------------------------------- |
| 2009   | Junioren-Weltmeisterschaft  | Damendoppel | 2     | Tiara Rosalia Nuraidah / Suci Rizky Andini      |
| 2010   | Malaysia International      | Damendoppel | 2     | Tiara Rosalia Nuraidah / Gebby Ristiyani Imawan |
| 2011   | Junioren-Asienmeisterschaft | Damendoppel | 1     | Tiara Rosalia Nuraidah / Suci Rizky Andini      |
| 2011   | Junioren-Weltmeisterschaft  | Damendoppel | 3     | Tiara Rosalia Nuraidah / Suci Rizky Andini      |
| 2011   | Junioren-Weltmeisterschaft  | Mixed       | 2     | Ronald Alexander / Tiara Rosalia Nuraidah       |
| 2011   | Indonesische Superliga      | Damenteam   | 4     | PB Mutiara                                      |